# Ignacio Kortabarria
Ignacio Kortabarria Abarrategi (Mondragón, Guipúzcoa, País Vasco, 30 de julio de 1950), referido como Inaxio Kortabarria, es un exfutbolista español. Jugaba de defensa central y fue capitán de la Real Sociedad en la década de 1970 y principios de los años 1980.

## Trayectoria
Jugador formado en la cantera de la Real Sociedad, debutó en el primer equipo realista en 1971, tras haber jugado los años anteriores en el filial, el San Sebastián CF. Kortabarria se mantuvo 14 temporadas en el primer equipo del club donostiarra, en los que disputó 355 partidos de Liga y anotó 16 goles. En total disputó 442 partidos oficiales y marcó 22 goles con la Real.
Se trataba de un defensa central de planta espigada y que destacaba por su seguridad defensiva. También se sumaba con peligro a los remates de faltas y córneres. Fue capitán de la mejor Real Sociedad de Fútbol de la historia. Formó parte de la mejor generación de futbolistas de la historia de este club, junto con otros mitos como Luis Miguel Arconada, Jesús María Zamora, Roberto López Ufarte, Jesús María Satrústegui o Periko Alonso, entre otros.
Con la Real Sociedad vivió la consolidación del club en la Primera división española y posteriormente los años dorados de este club. Logró el subcampeonato de Liga de 1979-80, en el año en el que la Real batió un récord de imbatibilidad vigente en la competición doméstica española durante más de tres décadas. Logró los títulos de Liga de 1980-81 y 1981-82. También ganó la Supercopa de España de 1982, primera edición de ese torneo, y alcanzó las semifinales de la Copa de Europa en 1983.
Fue autor del primer gol de la Real Sociedad en el histórico empate a 2 de 1981 en Gijón contra el Sporting que supuso el primer título de Liga de la Real Sociedad. También es recordado por haber salido el 5 de diciembre de 1976 durante los prolegómenos de un derbi vasco junto al capitán del Athletic Club, José Ángel Iribar, al césped del Estadio de Atocha portando una ikurriña. Por aquel entonces esta bandera era todavía ilegal y la foto de ambos capitanes portando la enseña vasca se convirtió en un importante icono de la Transición en el País Vasco y un importante hito en el proceso de legalización y aceptación de ese símbolo.
Su retirada se produjo en 1985, a punto de cumplir los 35 años de edad. Su puesto en la defensa realista venía siendo ocupado desde 1983 de forma habitual por Agustín Gajate.

## Selección nacional
Ha sido internacional con la selección de fútbol de España en 4 ocasiones, sin haber marcado ningún gol.
Debutó en Múnich el 22 de mayo de 1976 en el Alemania Federal 2-0 España, partido clasificatorio de cuartos de final de la Eurocopa de fútbol 1976 que supuso la eliminación de la selección española de dicha competición.
Jugó su último partido como internacional en Alicante el 27 de marzo de 1977, un amistoso España 1-1 Hungría.
A pesar de tratarse de uno de los mejores defensas españoles de la época, Kortabarria no volvió a jugar con la selección española después de 1977. Esa ausencia se debió a la renuncia del propio jugador a la selección. Kortabarria es el único futbolista vasco que ha renunciado pública y abiertamente a jugar con la selección española a causa de sus ideas independentistas.
También disputó 2 partidos amistosos con la Selección de fútbol del País Vasco.

## Clubes
| Club             | País   | Año       |
| ---------------- | ------ | --------- |
| San Sebastián CF | España | 1968-1971 |
| Real Sociedad    | España | 1971-1985 |

## Palmarés

### Campeonatos nacionales
| Título    | Club          | País   | Año  |
| --------- | ------------- | ------ | ---- |
| Liga      | Real Sociedad | España | 1981 |
| Liga      | Real Sociedad | España | 1982 |
| Supercopa | Real Sociedad | España | 1982 |